# HD 186957
HD 186957，又名CP-59 7534，SAO 246293、HR 7531，是一颗恒星，视星等为5.42，位于銀經338.02，銀緯-30.55，其B1900.0坐标为赤經19h 42m 15.7s，赤緯-59° -30.55′ 35″。